# Іоанн Куркуас (магістр)
Іоанн Куркуас (д/н — 971) — військовий діяч Візантійської імперії.

## Життєпис
Походив з впливового роду Куркуасів. Син Романа Куркуаса, магістра та доместіка схол Сходу. Замолоду, продовжуючи родинну традицію, обрав для себе кар'єру військовика. Служив під орудою свого батька у походах проти мусульман в Північній Месопотамії. У 963 році разом з іншими членами родини підтримав сходження на трон Никифора Фоки, від якого отримав титул патрикія. Також Куркуаса було призначено стратегом феми Месопотамія. У 969 році призначено стратегом феми Фракія або Македонія 9відомості різняться).
У 970 році став прихильником заколоту свого родича Іоанна Цимісхія, якому вдалося оволодіти імператорським троном. За це Іоанн Куркуас отримав титул магістра. У 970 році вів бойові дії з русами, яких відправив Київський князь Святослав з-під Аркадіополя. Можливо в підпорядкуванні Куркуаса були війська фем Македонія і Фракія. Перебіг боїв невідомий.
У 971 році брав участь у поході до Болгарії, згодом у битвах проти Київського князя Святослава. завдяки ініціативності Куркуаса візантійці перемогли русів у битві при Преславі 9столиці Болгарського царства). Згодом його було призначено очільником метальних машин.
В подальшому відзначився у Доростольській облозі війська Святослава, де машини Куркуаса відігравали значну роль. наприкінці червня або 19 липня 971 року під час нічної атаки русів на метальні машини Іоанн Куркуас загинув. Візантійський історик Лев Діакон стверджував, що Іоанн Куркуас був сильно п'яним. Інший історик Іоанн Скиліца навпаки стверджує на звитягу Куркуаса в цьому бою, завдяки чому більшість машин вдалося зберегти.

## Родина
- син Роман Куркуас. Про нього практично нічого невідомо. Мав сина Іоанна, що був катепаном Італії.